# Guruvayur
Guruvayur (en malayalam : ഗുരുവായൂർ) est une ville d'Inde dans l'État du Kerala, district de Thrissur, non loin de la mer. La ville est connue pour son temple de Guruvayurappan, qui est un haut lieu de pèlerinage pour les dévots à Krishna. Tous les ans, plusieurs pièces de théâtre regroupées dans un festival, racontent la vie de cette divinité, et transcendent les pèlerins présents.